# Gallina andaluza azul enana
La gallina andaluza azul enana es una raza aviar española autóctona de Andalucía.
Se trata de una raza creada a partir de la selección de ejemplares de la gallina andaluza azul, buscando un menor porte y tamaño. Aunque no está incluida en el Catálogo Oficial de Razas de Ganado de España del Ministerio de Agricultura, Pesca y Alimentación, y no tiene reconocimiento oficial, si que está reconocida por la Federación Española de Avicultura, Colombicultura y Cunicultura de Raza.